# Ешланд (Орегон)
Ешланд (енгл. Ashland) град је у америчкој савезној држави Орегон.

## Демографија
По попису из 2010. године број становника је 20.078, што је 556 (2,8%) становника више него 2000. године.
| Група             | 2000.          | 2010.          |
| Белци             | 17.566 (90,0%) | 17.540 (87,4%) |
| Афроамериканци    | 118 (0,6%)     | 225 (1,1%)     |
| Азијати           | 365 (1,9%)     | 423 (2,1%)     |
| Хиспаноамериканци | 695 (3,6%)     | 1.028 (5,1%)   |
| Укупно            | 19.522         | 20.078         |

## Партнерски градови
- Гванахуато